# Robert von Salm-Reifferscheidt-Raitz
Robert von Salm-Reifferscheidt-Raitz (Praga, 19 dicembre 1804 – Vienna, 25 marzo 1875) è stato un politico e diplomatico austriaco.

## Biografia
Robert von Salm-Reifferscheidt-Raitz nacque a Praga nel 1804 da una nobile famiglia della nobiltà tedesca (imparentata con i principi di Salm) che aveva il titolo antico e rinomato di altgravio. Egli era nello specifico figlio di Franz Joseph Anton Karl Hugo, Principe di Salm-Reifferscheidt-Raitz e di Maria Josephina McCaffry, nobildonna tedesca di famiglia originaria scozzese. Robert era inoltre fratello di Hugo, Principe di Salm-Reifferscheidt-Raitz, il quale nel 1827 era divenuto Ciambellano dell'Imperatore Francesco II.
Intrapresa la carriera diplomatica, fece studi di giurisprudenza e poi si pose al servizio della corte austriaca, dapprima in madrepatria e poi a Vienna, avvicinandosi sempre più ai centri di potere.
Nel dicembre del 1840 venne nominato governatore di Milano e della lombardia austriaca, rimanendo in carica sino al maggio del 1841, quando l'incarico passò al Conte Johann Baptist Spaur. Nel breve periodo che egli rimase in carica, il suo governo venne dichiarato quasi provvisorio, in quanto già era stato nominato dalla fine del 1840 lo Spaur, il quale però doveva lasciare la propria sede di Venezia per trasferirsi a Milano, necessitando quindi di una copertura al governo per alcuni mesi dopo che l'ex governatore Franz von Hartig aveva lasciato definitivamente la scena politica per ritirarsi a vita privata.
Lasciato l'incarico a Milano, Robert tornò alla corte di Vienna ove nel 1845 sposò  la Principessa Felizitas von Clary und Aldringen.
Morì a Vienna il 25 marzo 1875.